# Sveaskog
Sveaskog AB är ett svenskt statligt skogsföretag och Sveriges största skogsägare. 

## Verksamhet
Sveaskog äger 4,1 miljoner hektar mark varav cirka 3,1 miljoner hektar är produktiv skogsmark vilket utgör 14 procent av skogsmarken i Sverige. Sveaskogs kärnverksamhet är att förvalta och bruka skogen samt leverera timmer, massaved, flis, biobränsle, skogsplantor och skogliga tjänster. Bolaget kompletterar utbudet från egen skog med inköp från andra skogsägare, byten och import. Sveaskog gör även markupplåtelseaffärer, däribland för vindkraft och solenergi, och utvecklar skogen som en plats för fiske, jakt, naturturism och andra naturupplevelser. 
Sveaskog har skapat 37 ekoparker med en genomsnittlig storlek av 50 kvadratkilometer. En ekopark är ett stort sammanhängande landskap med höga naturvärden och möjlighet till friluftsliv. I ekoparkerna kombinerar Sveaskog naturvård och skogsbruk. Den första ekoparken som invigdes var Ekopark Omberg 2003 och den senaste, Ekopark Öjesjöbrännan, invigdes 2016.
Sedan januari 2022 är Erik Brandsma VD i Sveaskog. Sedan 2022 är Kerstin Lindberg Göransson styrelseordförande.

### Svenska Skogsplantor
Svenska Skogsplantor är ett affärsområde inom Sveaskog med skogsplantor och skogsföryngring som huvudsakligt arbetsområde.

## Historik
Sveaskog är helägt av den svenska staten och bildades ur det som tidigare var Domänverket. Domänverket förvaltade under många år i princip all statlig skog, både för skogsbruk och naturvård. Inom Domänverket bedrevs exempelvis i princip all tillsyn och bevakning i nationalparker och naturreservat genom så kallade tillsynsmän. Denna verksamhet överfördes sedermera till Naturvårdsverket respektive länsstyrelserna. 
År 1992 omvandlades dåvarande Domänverket till aktiebolag med namnet Domän AB, och 1993 fusionerade Domän AB med ASSI AB. Assi Domän AB börsintroducerades 1994, med staten som huvudägare med 51 procent av aktierna.
Massaindustrierna såldes till privata ägare under 1990-talet. Sveaskog, som bildats 1999, köpte resterande aktier i Assi Domän AB. Sveaskog äger fortfarande ett antal sågverk genom att vara huvudägare i Setra Group och förutom förvaltning av egen skog köps även virke från privata skogsägare.

## Kontroverser
Sveaskog har kritiserats för att ta för lite hänsyn till naturvärden och för att avverka stora mängder orörda skogar.
Svenska samernas riksförbund (SSR) sade 2021 att Sveaskog slår undan "förutsättningarna för en naturbetesbaserad renskötsel i Sverige". SSR har kallat Sveaskog för "värst i klassen" när det gäller att respektera urfolks rättigheter.
 

SVT Nyheter rapporterade oktober 2021 att satellitbilder verkar visa att Sveaskog har huggit skogar som är för unga för att kunna uppnå det lagstadgade kravet på lägsta avverkningsålder.

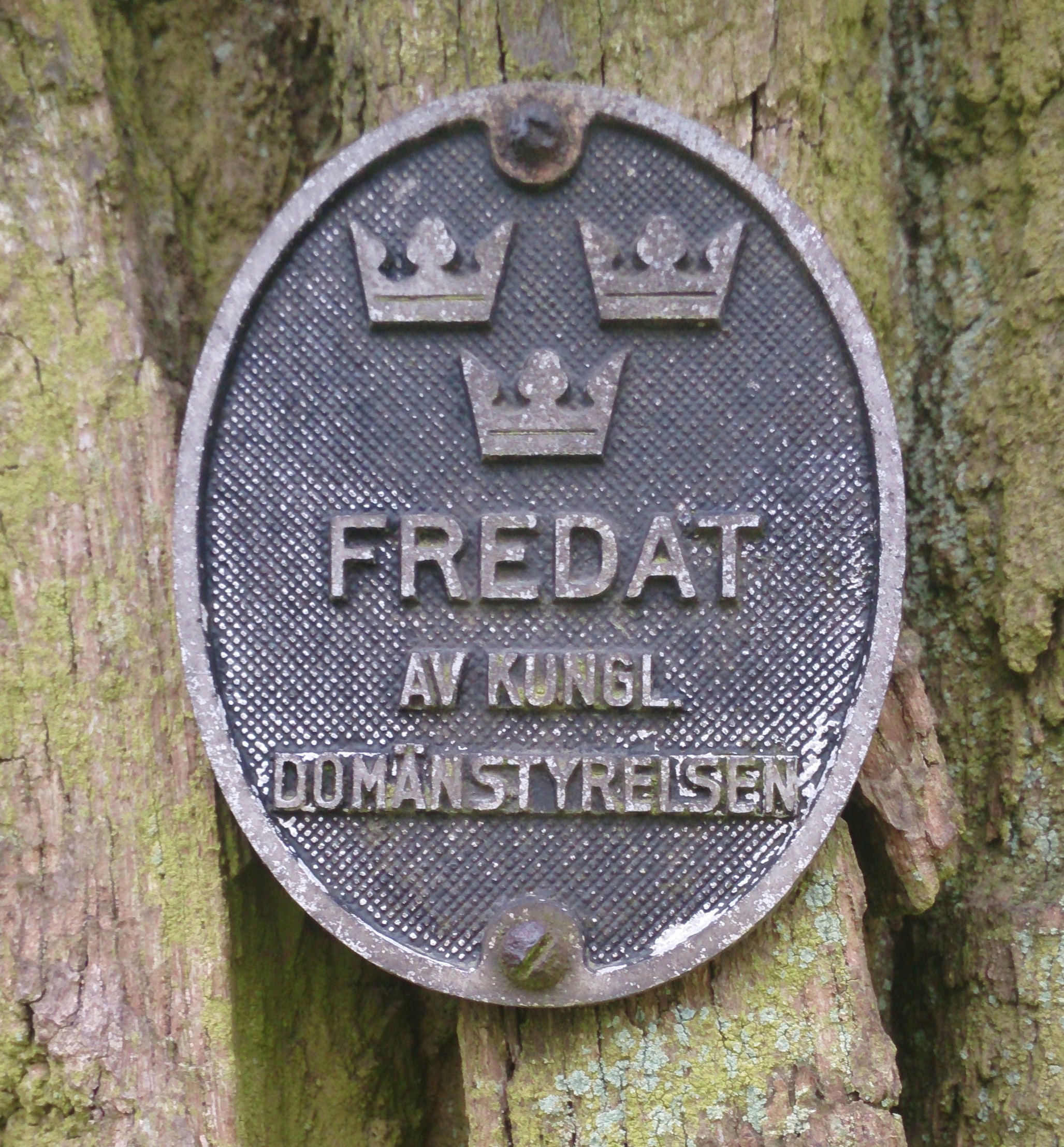
Många träd har detta märke i syfte att förhindra nedhuggning.